# 中国解剖学会
中国解剖学会是中华人民共和国解剖学工作者组成的群众性学术团体，是中国科学技术协会主管的社会团体，1947年7月成立。